# Estadio Cibao
Het Estadio Cibao is een multifunctioneel stadion in Santiago de los Caballeros, een stad in de Dominicaanse Republiek. 
Het stadion werd geopend op 25 oktober 1958. Het wordt vooral gebruikt door Águilas Cibaeñas, een baseballteam uit Santiago. In het stadion kunnen 18.077 toeschouwers.